# Еврейская кухня

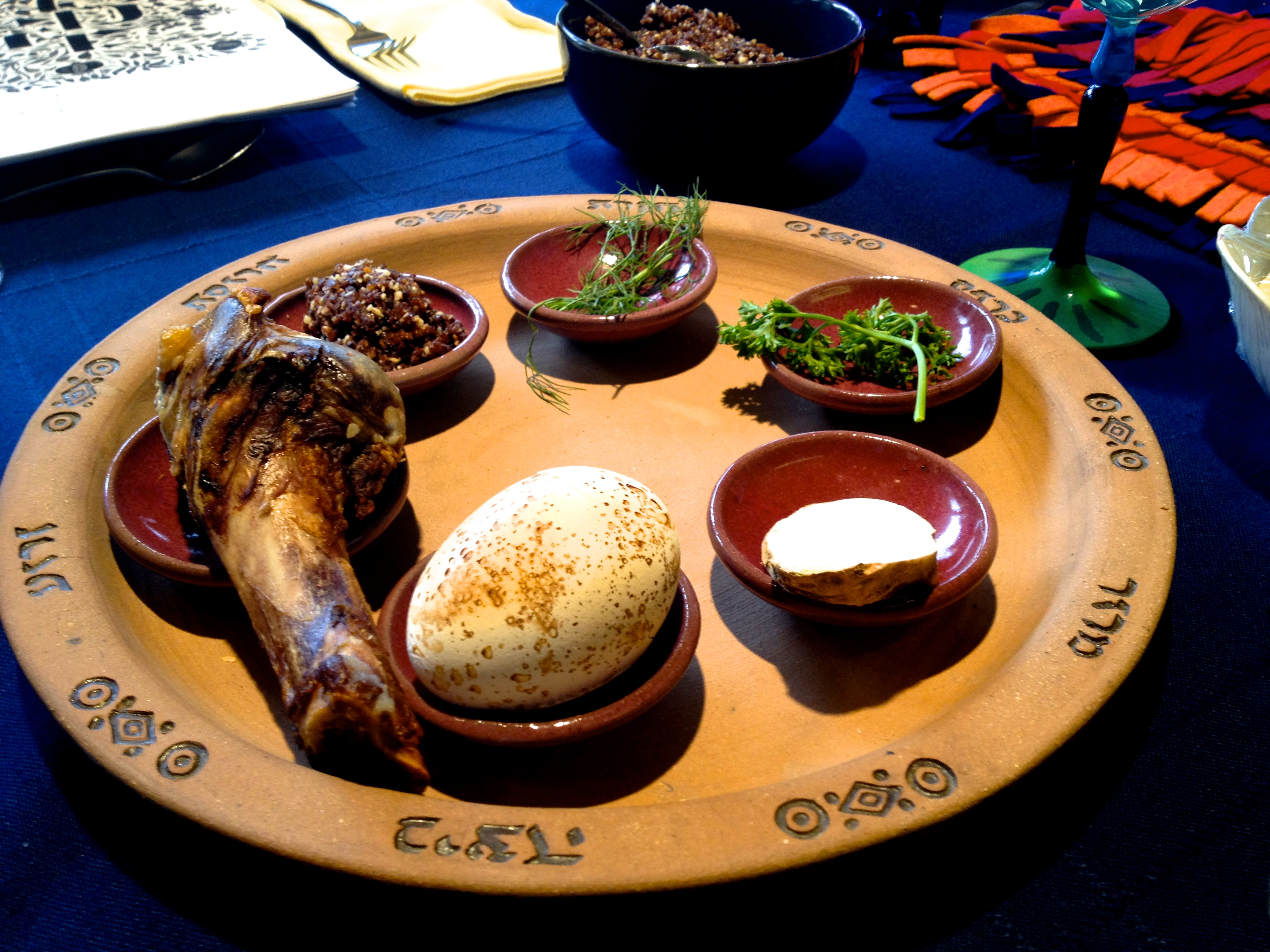
Тарелка для седера на праздник Песах

Евре́йская ку́хня — традиционная кухня еврейского народа.
Включает, в частности, блюда ашкеназской и сефардской кулинарных традиций, которые имеют различия.
Общая материальная культура евреев включает нормы кашрута, обязанность мужчин и замужних женщин покрывать голову и др. Еврейская кухня имеет восточное, или сефардское и западное, или ашкеназское направления. Для восточной характерно широко использовать специи, оливковое масло, бобы, баранину. В западной кухне используют говядину, курицу, овощи, которые приправлены сахаром и луком. Во всей диаспоре на шаббат готовятся халы, плетёный хлеб, обсыпанный маком или кунжутом; рыба, фаршированная в ашкеназской традиции или жаренная с использованием пряных приправ — в восточном направлении; чолнт, хамин, жаркое из мяса и бобов на долгом огне. В Рош а-Шана, праздник Нового года, едят сладости и яблоки в меду. Для праздника Хануки приняты мучные и картофельные блюда, готовящиеся в кипящем масле. В запрет употреблять хамец, квасной хлеб в неделю Песаха на западе входит исключение всех видов злаков или бобовых, которые готовятся в воде или другой жидкости. Восточная традиция на Песах, напротив, включает кушанья, в основе которых бобовые, рис, кукуруза и др.
Израильская кухня отличается от традиционной еврейской кухни, так как содержит ещё и многие блюда восточной кухни (арабской и турецкой), например, шаурму и сладкие булочки бурекас.

## Обзор
Соблюдение кашрута запрещает готовить блюда, в которых сочетаются мясо и молоко (любые молочные продукты). Недопустимы блюда из свинины.
В еврейской кухне можно наблюдать элементы рационального питания. Так, наибольшей популярностью пользуются продукты с большой пищевой и биологической ценностью, которые содержат достаточное количество витаминов, полноценных белков, минеральных веществ, легко усваиваемых организмом. Широкое использование сочетания продуктов растительного и животного происхождения позволяет добиться большой биологической ценности блюд. Примером таких блюд могут являются фаршированная куриная шейка, фаршированная рыба, а также куголы.
Употребление пряностей ограничено как по количеству, так и по ассортименту. Допустимо использование лука, чеснока, чёрного перца, имбиря, корицы, гвоздики, укропа и хрена в небольших количествах.
Именно еврейским поварам приписывают изобретение соуса из хрена и свёклы. В процессе обработки хрен оставляли на воздухе, чтобы уменьшить его крепость. Однако после этого хрен серел и терял товарный вид. Соус из хрена и сметаны был непопулярен среди евреев, во-первых, сметана была достаточно дорогим продуктом, во-вторых, такой соус нельзя подавать к мясным блюдам. Решение еврейских поваров было простым — к хрену стали добавлять свекольный сок. Такой соус оставался дешёвым, хрен приобретал красивый свекольный оттенок и мог быть употреблён с мясными блюдами.
Основные приёмы тепловой обработки, применяемые в еврейской кухне — припускание, отваривание, слабое тушение с добавлением воды под крышкой.
Находчивость еврейских поваров позволяет использовать один продукт для приготовления нескольких блюд. Так, из одной куриной тушки готовили бульон, шкура, потроха и немного мяса использовались для приготовления фаршированной шейки (гефилте гелзеле), оставшееся мясо, приготовленное по разным рецептам, становилось основным блюдом.
В еврейской кухне применяется только свежее молоко.
Одной из особенностей еврейской кухни является использование гусиного или куриного жира, который добавляют в фарш, холодные закуски, а также используют для пассерования лука или моркови.

## Закуски и холодные блюда

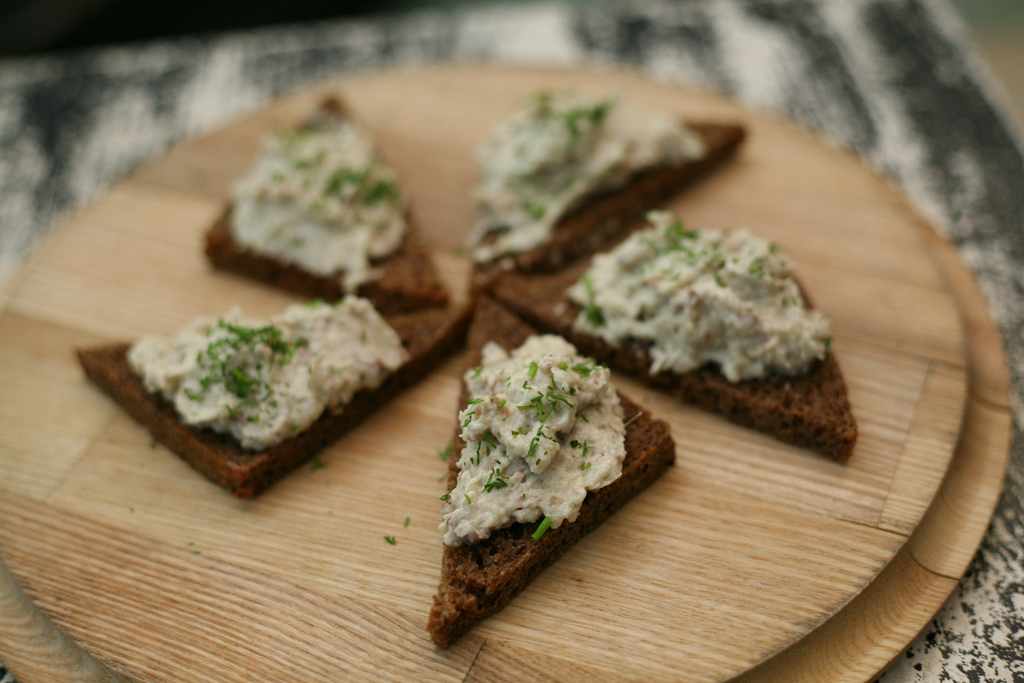
Форшмак на чёрном хлебе, приготовленный в Одессе

Популярной закуской в ашкеназской кулинарной традиции является форшмак из сельди. Это первоначально восточнопрусское блюдо из жареной сельди было трансформировано в холодную закуску из рубленой сельди. Изначально форшмак был блюдом самых бедных евреев, которые могли себе позволить только самую дешёвую, так называемую «ржавую» сельдь, улучшая её вкус путём длительного вымачивания.
Наложение запретов кашрута на рыбу без чешуи и плавников исключает из рецептуры еврейской кухни блюда из многих осетровых рыб, а также сома, угря и налима.
Фаршированная рыба, наряду с другими еврейскими блюдами, легла в основу одесской кухни. Так же как и форшмак, фаршированная рыба была блюдом для небогатых. Для фарширования чаще всего использовались карп и щука, в Одессе — кефаль и пиленгас.
В. В. Похлебкин в беседе с Вольфом Зэевом объяснял, почему для фарширования пригодна дешёвая рыба:

«— Я пробовал,— сказал В. В.— сделать фаршированную рыбу не из щуки, а из более дорогих сортов.»
Получалось, по его словам, плохо. Прежде всего, у щуки была прочная кожа, она хорошо держала фарш не позволяя ему расползаться. Во-вторых, более нежный и рыхлый фарш не из щуки надо было формировать бо́льшим количеством яиц. Вкус получался уже не тот. И главное, по мнению Похлёбкина, дорогие виды рыбы были вкусны сами по себе, и смысл возиться с весьма трудоёмким и небыстрым рецептом фаршированной рыбы терялся.
Распространены также паштеты из куриной и гусиной печени, икра из баклажанов и рубленые яйца с куриным или гусиным жиром и луком.
Очень популярным блюдом, являющимся показателем искусности повара, является фаршированная куриная или гусиная шейка.
Традиционным блюдом на столе сефардских евреев является мухаммара (густое пюре из запечённого перца и грецкого ореха), закуска из моркови и сельдерея апио и хумус — блюдо из отварного нута, смолотого в паштет и ароматизированного чесноком, лимонным соком, пастой из кунжутных семечек, оливковым маслом и зирой. Впрочем, спор об исконности рецепта хумуса до сих пор ведётся между евреями и арабами.

## Первые блюда
Говоря о супах в еврейской кухне, в первую очередь необходимо выделить куриный бульон, к которому часто подают кнёдли из перетертой в муку мацы. Благодаря своей питательности это блюдо прекрасно восстанавливает силы и тонизирует, за что получило в Одессе называние «еврейский пенициллин».
Если в овощной бульон добавляется топлёный куриный или гусиный жир, то суп относится к категории «мясное».
Если овощной бульон заправляется сливочным маслом, то в этом случае он относится к категории «молочное».
Это означает, что их нельзя смешивать по кашруту.
Также часто готовят холодный щавелевый борщ, фасолевый суп с картофелем, холодный суп с сухофруктами и другие первые блюда.

## Вторые блюда

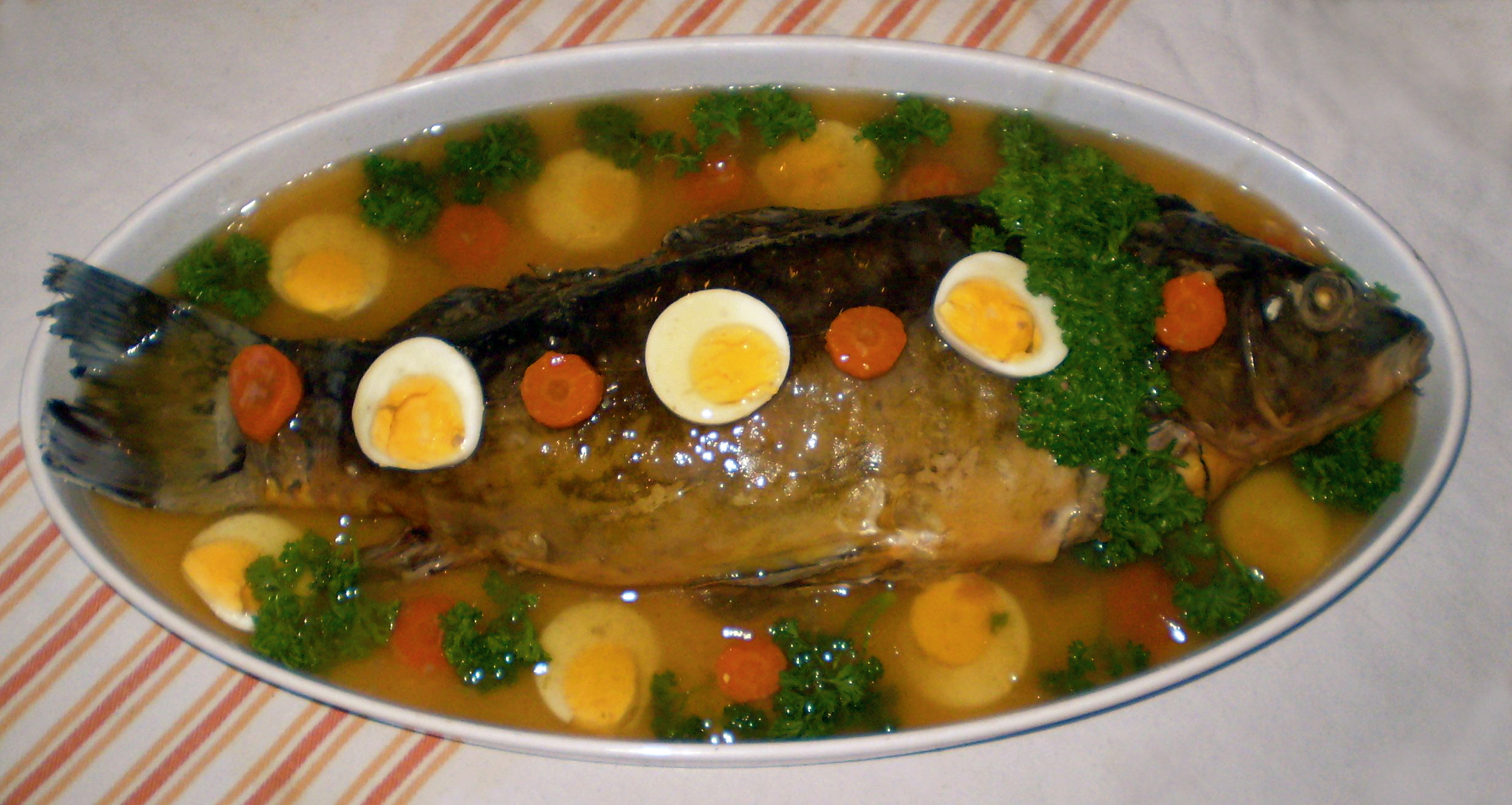
Фаршированная рыба гефилте фиш

Фаршированная шейка и фаршированная рыба, поданные горячими, являются вторыми блюдами.
Специфическим еврейским блюдом, которое готовят на Шаббат, является чолнт. Несмотря на то, что это блюдо более известно как часть венгерской кухни (со свининой в качестве основного ингредиента), исконно, чолнт — это еврейское блюдо, которое готовится долго, начиная с пятничного вечера. Есть его можно горячим в субботу и не заниматься готовкой в Шаббат. Холодной зимой в восточноевропейских странах горячая пища на Шаббат была важна. Обычно чолнт готовили из небольшого количества жирного мяса и обилия овощей (фасоли и картофеля).
Мясные блюда часто имеют кисло-сладкий вкус, что обусловлено связью еврейской кухни с кулинарными традициями Востока. Примером такого блюда является эсик-флейш (говядина, тушёная в соусе из чернослива, мёда, изюма, лимонного сока и томатной пасты).

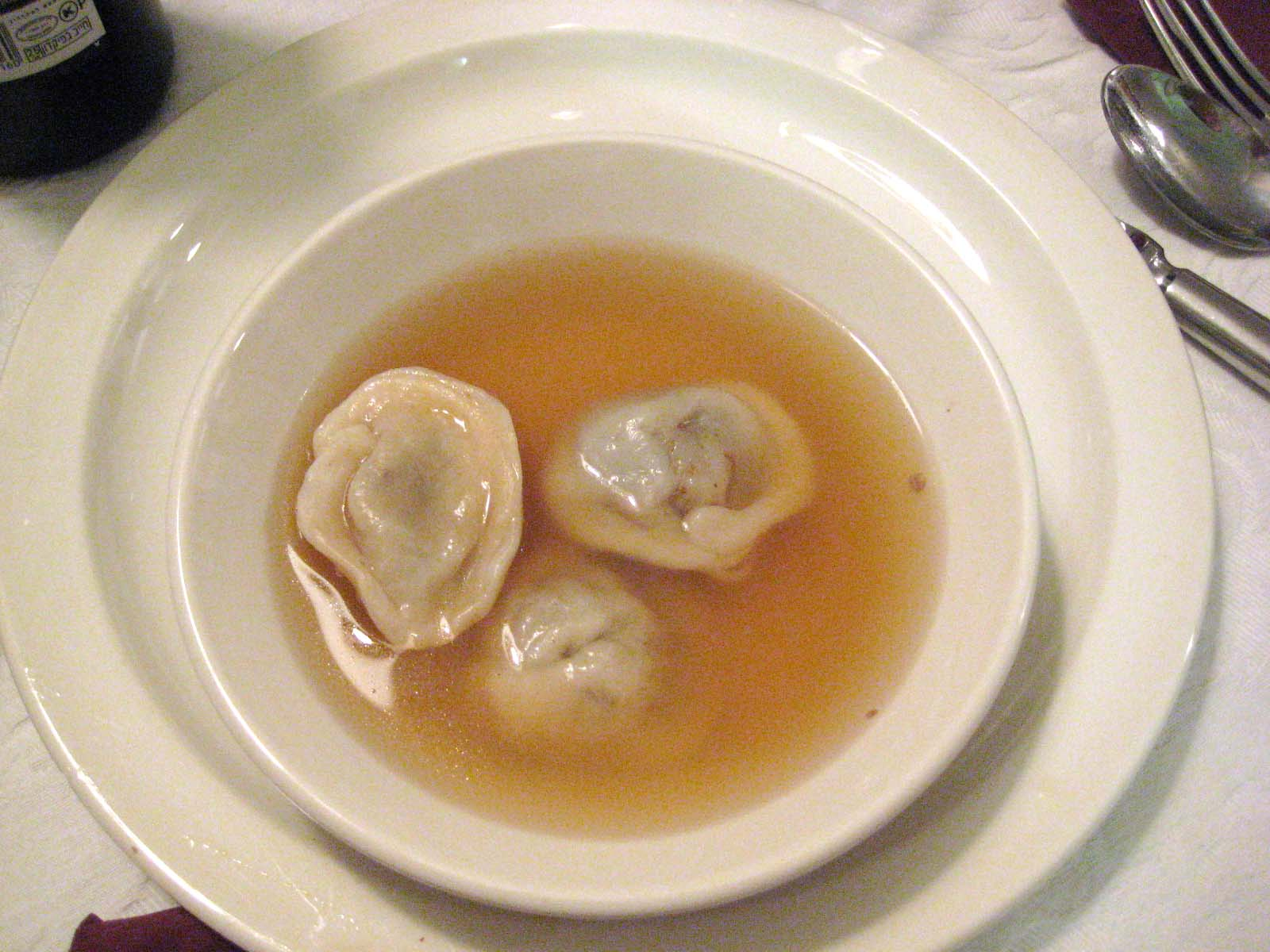
Креплах — пельмени еврейской кухни

На праздники готовят креплах — эти треугольные пельмени символизируют трёх патриархов еврейского народа (Авраама, Ицхака и Иакова). Начинка креплах зависит от праздника. В священные праздничные дни креплах с мясной начинкой подают в курином супе; на Пурим их наполняют сухофруктами, а на Шавуот — сыром.
Среди сефардских евреев популярны баклажаны с курятиной, баранина с кус-кусом, мафрум (картофель, фаршированный молотым мясом), храйме (рыба под острым соусом).
В качестве гарнира ко вторым блюдам ашкеназских евреев часто подают кугель, который является чем-то средним между пудингами и запеканками. Кугель делают из лапши, риса, свёклы или картофеля. Основной продукт отваривают, измельчают, слегка пассеруют в масле, а затем заливают яйцом и доваривают под крышкой на плите. Похожим образом готовится и еврейский пирог или запеканка паштида.

## Мучные и кондитерские изделия

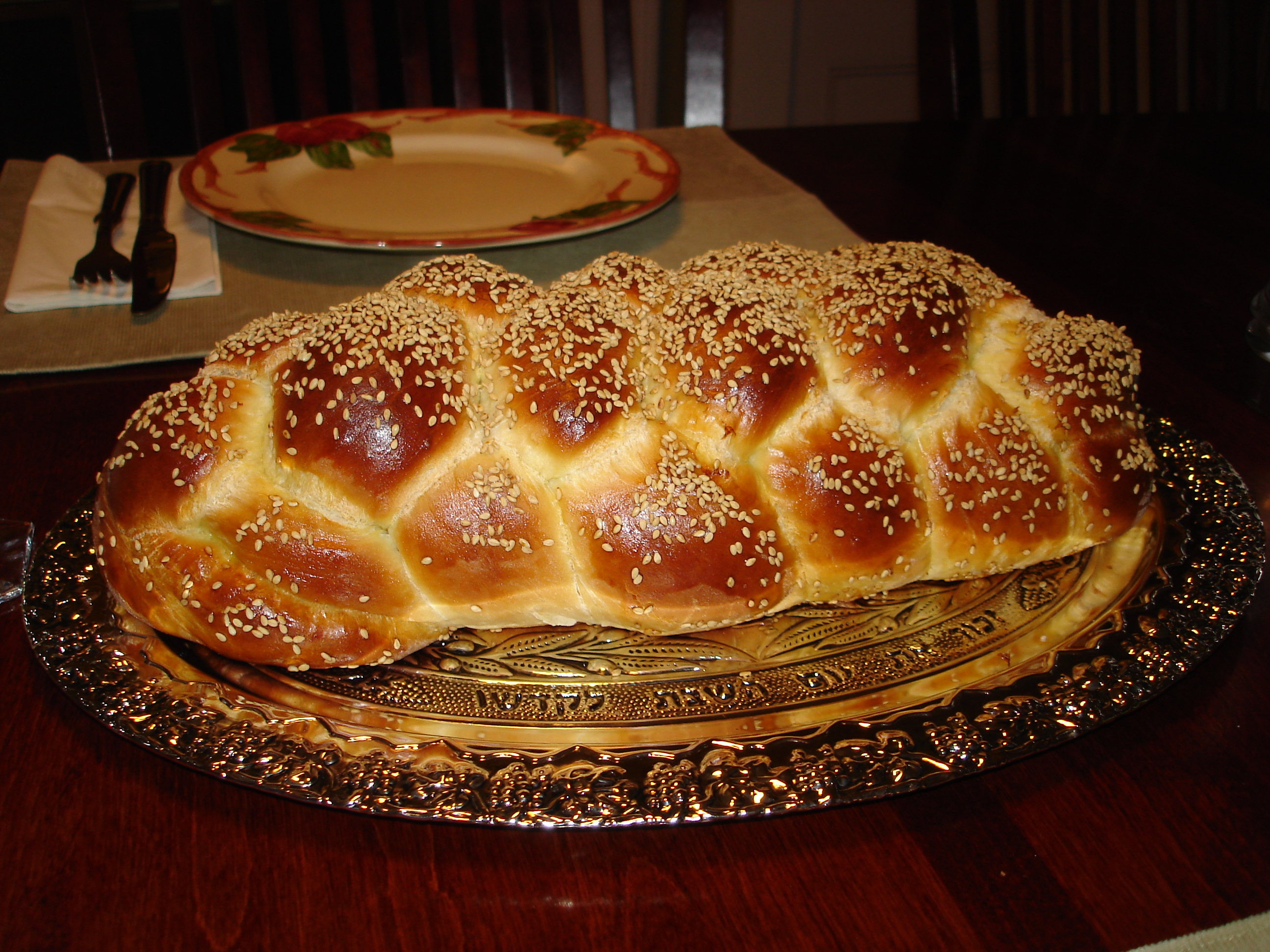
Хала

Самым известным мучным изделием еврейской кухни является маца. На Песах евреи не едят дрожжевого хлеба, а употребляют мацу. Маца сама служит исходным продуктом для ряда будничных блюд. Маца может храниться очень долгое время, не портясь и не плесневея, а потому пользоваться ею можно весь год, до следующей Пасхи.
Из дробленой мацы делают клёцки — кнейдлах, которые отваривают в бульоне. Из кусков наломанной мацы, размоченной в воде или молоке, жарят с луком и яйцом мацебрай. Из крошек мацы жарят оладьи мацелаткес и печенье-галеты хремзлах. Также из кусочков мацы, сваренных в меду или сиропе, делают имберлах — сладкое печенье.
Другое известное еврейское хлебобулочное изделие — плетёный хлеб хала. Халу обычно посыпают маком или кунжутом, что символизирует манну небесную.
На ханукальном столе евреев часто присутствует пончики суфганиет с начинкой из повидла или желе.
Евреи-ашкеназы готовят бублики бейгл из отварного и затем запечённого теста. Другая выпечка: печенье земелах и кихелах, медовый пирог леках, пирог флодни.
Популярным кондитерским изделием также является тейглах («шарики в меду») — изделие из теста для хвороста, приготовленное в сахарном сиропе.

## Сладкие блюда
Говоря о десертах в ашкеназской традиции, необходимо выделить цимес — сладкое овощное рагу, основным ингредиентом которого является морковь, тушёная в большом количестве жира. Если в цимес добавляют мясо, то он переходит в категорию вторых блюд.

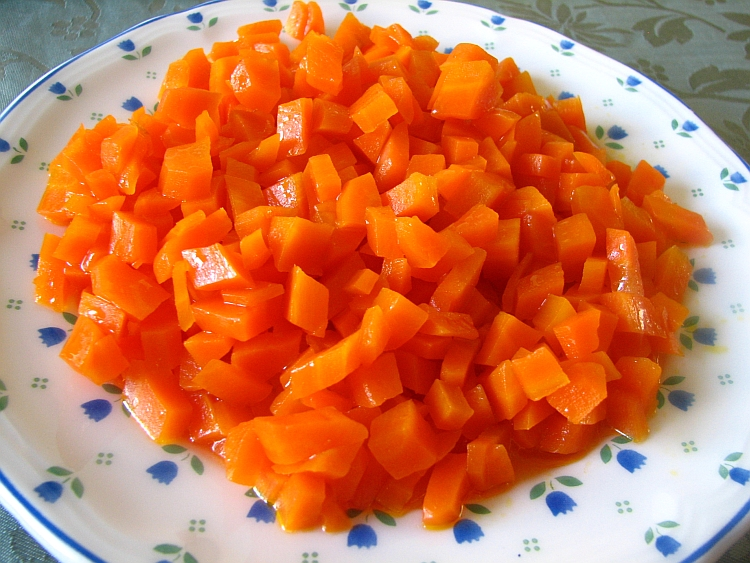
Морковный цимес

Из смеси орехов, сушёных или свежих фруктов, специй и сладкого вина готовят харосет. Это блюдо подают с мацой и хреном на Песах. Харосет символизирует строительный раствор, который использовали рабы-иудеи, когда работали в Египте.
См. также: Категория «Еврейские сладости».